# Water (Saigon Kick)
Water è il terzo album in studio del gruppo musicale statunitense Saigon Kick, pubblicato nel settembre 1993 dalla Atlantic Records. Il titolo doveva inizialmente essere Fields of Rape, ma la band decise di cambiarlo in quanto temeva potesse venire censurato. Tuttavia fu mantenuta la copertina originale. È il primo album dei Saigon Kick a presentare il chitarrista Jason Bieler come voce solista.

## Tracce
Testi e musiche di Jason Bieler.
1. One Step Closer – 3:51
2. Space Oddity (cover di David Bowie) – 5:22
3. Water – 4:58
4. Torture – 3:44
5. Fields of Rape – 4:44
6. I Love You – 3:38
7. Sgt. Steve – 2:10
8. My Heart – 3:48
9. On and On – 3:26
10. The Way – 4:56
11. Sentimental Girl – 2:35
12. Close to You – 3:35
13. When You Were Mine – 3:58
14. Reprise – 1:34

## Formazione
- Jason Bieler – voce e chitarra
- Chris McLernon – basso
- Phil Varone – batteria

Altri musicisti
- Ronny Lahti – cori (tracce 5 e 6)
- Basil Rodriguez – tromba (traccia 11)
- Richard Drexler – pianoforte (traccia 13)